# Graafschap Mansfeld
Het graafschap Mansfeld was een tot de Opper-Saksische Kreits behorend graafschap binnen het Heilige Roomse Rijk.

graafschap Mansfeld-Hinter-Ort; 1,4: Querfurt; 2,3: Mansfeld

graafschap Mansfeld-Vorder-Ort; 1a/d, 4a/d: Querfurt; 1b/c,4b/c: Mansfeld; 2: Arnstein; 3: Heldrungen

## Mansfeld tot de deling van 1501
Omstreeks 1060 worden de graven van Mansfeld voor het eerst vermeld. De invloed van het geslacht nam na een nederlaag in 1115 sterk af. In 1229 stierf de familie uit met Burghard I. Het graafschap kwam daarna aan een schoonzoon van de laatste graaf, Herman van Osterfeld en Meissen. In 1264 stond hij het graafschap af aan een andere schoonzoon van Burghard I: Burghard II van Querfurt. Hij noemde zich daarna graaf van Mansfeld. 
Omdat er geen erfregeling was in het huis Mansfeld en de vruchtbaarheid hoog was, ging het huis ten onder het grote aantal delingen van het graafschap.
In 1420 vond er een deling plaats tussen de zoons van de in 1382 overleden graaf Gerhard IV.
- Günther, tak uitgestorven in 1492
- Albrecht, tak uitgestorven in 1780

Günther kocht in 1387 Arnstein van de heren van Regenstein.
In 1475 vond er na de dood van graaf Günther uit de tak van Albrecht een deling plaats tussen zijn zoons:
- Albrecht, graaf van Mansfeld (in Vorderort) (uitgestorven in 1780)
- Ernst, graaf van Mansfeld (in Hinterort) (uitgestorven in 1666). Ernst huwde de erfdochter van de in 1420 gevormde tak van Günther.

Na de dood van Ernst van Mansfeld in (Hinterort) in 1486 deelden zijn zoons in 1501:
- Gebhard VIII, graaf van Mansfeld in Mittelort (uitgestorven in 1602)
- Albrecht, gaarf van Mansfeld in Hinterort (uitgestorven in 1666).

De termen Vorder-, Mittel- en Hinter-Ort hadden betrekking op de drie sloten die binnen de burcht Mansfeld werden gebouwd. 
Deze aanduiding werd voor het eerst gebruikt in het verdrag van 1501. De deling van 1501 vond plaats nadat de graven meerderjarig waren geworden en er een eind gekomen was aan het bewind door beheerders. Het slot Mansfeld, de jacht en de mijnbouw bleven gemeenschappelijk.

## Mansfeld-Vorderort
Na de dood van graaf Albrecht in 1484 werd hij opgevolgd door zijn drie zoons, die de regering gemeenschappelijk voerden. In 1484 werd Heldrungen gekocht van het graafschap Hohnstein.
De oudste twee overleden zonder erfgenamen, maar de jongste werd opgevolgd door zes van zijn zeven zonen. (De zevende werd in 1558 keurvorst van Keulen). Eerst regeren de zes broers gemeenschappelijk, maar in 1563 werd het gebied verdeeld:
- Philips II: Bornstädt (uitgestorven in 1780)
- Johan Georg I: Eisleben (uitgestorven in 1710)
- Peter Ernst: Friedeburg (uitgestorven in 1604)
- Johan Albrecht: Arnstein (uitgestorven in 1615)
- Johan Hoyer: Artern (uitgestorven in 1631)
- Johan Ernst: Heldrungen (uitgestorven in 1572)

Bij deze deling werd door een commissie vastgesteld dat er een schuld was van 2,75 miljoen gulden. Omdat ook de graven van Mansfeld in Mittelort en Vorderort niet in staat waren de schuld af te lossen werden de zes graven gedwongen het bestuur over te dragen aan de schuldeisers. In 1570 kwam wegens de schulden 3/5 van het graafschap onder bestuur van het keurvorstendom Saksen, het prinsbisdom Maagdenburg en het bisdom Halberstadt. Dit was de sekwestratie. 
In 1573 sloot Saksen een verdrag met Halberstadt waardoor Heldrungen, Hettstedt, Wimmelburg en de Altstadt van Eisleben onder het oppergezag van Saksen kwamen.
In 1579 sloot Saksen een verdrag met Maagdenburg waardoor Wippra, Rammelburg, Bornstedt, Artern en de neustadt van Eisleben onder het oppergezag van Saksen kwamen.
De tak Mansfeld-Eisleben was protestants, de tak Mansfeld-Bornstädt katholiek. Peter Ernst van Mansfeld-Friedeburg werd op 4 maart 1594 tot rijksvorst verheven. Na zijn dood in 1604 kwam Friedeburg aan Mansfeld-Bornstädt. Hendrik Frans van Mansfeld werd op 16 juli 1690 vorst van Fondi. Dit vorstendom, liggend in het koninkrijk Napels werd hem geschonken door de koning van Spanje. In 1710 stierf de protestantse linie te Eisleben uit. Karel Frans van Mansfeld-Bornstädt werd in 1715 verheven tot rijksvorst van Mansfeld en Fondi. Fondi werd in 1751 verkocht.

## Mansfeld-Mittelort
Deze linie resideerde later in Schraplau. De zuster en erfgename van de laatste graaf, Hendrik (overleden in 1602) was gehuwd met graaf David van Mansfeld-Hinterort. Maar vanwege de schulden volgde in 1602 sekwestratie van het graafschap.

## Mansfeld-Hinterort
De laatste graaf was Christof Hendrik, die in 1637 overleed.

## De deling van het graafschap in 1780
Na het uitsterven van de dynastie in 1780 werd het graafschap tussen Saksen en Pruisen verdeeld. De rechten van Halberstadt en Maagdenburg waren namelijk in 1648 overgegaan op het koninkrijk Pruisen. De allodiale goederen in Bohemen en de titel gingen via de erfdochter Maria Isabella naar het Huis Colloredo: Colloredo-Mansfeld
Pruisen kreeg 2/5 deel: 
- kreis Mansfeld met de steden Mansfeld en Leimbach en de ambten Kloster Mansfeld, Unterfriedeburg, Gerbstädt, Großörner, Neuasseburg, Hedersleben, Leimbach, Helmsdorf, Burgörner, Polleben en Helbra.
- kreis Schraplau met de ambten Friedeburg, Helfta, Holzzelle, Schraplau, Benstedt, Seeburg en Erdeborn

Saksen kreeg 3/5 deel:
- steden Eisleben en Hettstedt,
- de ambten Eisleben, Wimmelburg, Bornstedt, Arsnstein-Endorf, Walbeck, Oberwiederstedt, Rammelburg, Leiningen-Morungen, Artern en Bockstedt.

In de Vrede van Tilsit van 1807 verloor Pruisen al zijn gebieden ten westen van de Elbe, dus ook zijn deel van Mansfeld. Het gebied werd bij het koninkrijk Westfalen gevoegd. In 1808 stond het koninkrijk Saksen een deel van zijn deel in Mansfeld aan Westfalen af. Uiteindelijk waren aan Westfalen gekomen:
- stad Hettstedt
- ambten Arnstein en Wallbeck
- Quenstedt
- ambt Oberwiederstedt
- Rammelburg, Leiningen-Morungen, Biesenroda, Neuhaus
- Eisleben met hoofdambt en nederambt Eisleben
- ambt Wimmelburg

Het Congres van Wenen van 1815 voegde alle delen van het voormalige graafschap bij het koninkrijk Pruisen.

## Belangrijke personen uit het geslacht Mansfeld
- Hoyer I van Mansfeld (?-1115), veldmaarschalk van keizer Hendrik V
- Albrecht VII van Mansfeld (1480-1560)
- Peter Ernst I van Mansfeld (1517–1604), Zuid-Nederlands staatsman, bevelhebber en landvoogd van de Nederlanden
- Vollrad van Mansfeld (1520-1578), militair bevelhebber
- Jan Gebhard van Mansfeld (1524-1562), aartsbisschop van Keulen
- Peter Ernst II van Mansfeld (1580-1626), militair bevelhebber en veldheer
- Agnes van Mansfeld-Eisleben (1551-1637), gravin van Mansfeld
- Hendrik Frans van Mansfeld (1640/41-1715), Oostenrijks diplomaat, veldmaarschalk en president van de Hofkriegsrat